# 臧珊
臧珊（1504年—？），字子珮，直隸淮安府山陽縣民籍，陝西行都司人，明朝政治人物。

## 生平
嘉靖十三年（1534年）甲午科應天府鄉試第一百二十名舉人。嘉靖十七年（1538年）中式戊戌科會試第二百七十六名，登第三甲第四十七名進士。授中书舍人，二十四年十二月选授户科給事中，二十六年九月升吏科右，十二月升兵科左，出任福建兴化府知府，嘉靖二十九年由董士宏接任。

## 家族
曾祖臧政；祖父臧鉞；父臧海，壽官。母高氏；繼母趙氏。具庆下。